# Neomenia megatrapezata
Neomenia megatrapezata is een Solenogastressoort uit de familie van de Neomeniidae. De wetenschappelijke naam van de soort is voor het eerst geldig gepubliceerd in 2004 door Salvini-Plawen & Paar-Gausch.